# Révtízfalu
Révtízfalu (röviden Tízfalu, románul Zece Hotare, gyakran Zecehotare) község Romániában, Bihar megyében. Rév településrészeként 1919-ig és 1941–1944 között Magyarországhoz, Bihar vármegye Élesdi járásához tartozott, 1966-tól Vársonkolyos társközsége.

## Fekvése
Révtízfalu egymástól nagyobb távolságban fekvő házcsoportokból álló szórványtelepülés, Vársonkolyos központjától légvonalban 7,5 kilométerre, dél–délnyugati irányban található. Vársonkolyos felől az autóval nehezen járható, DC 177-es jelű erdei úton közelíthető meg, de nyugati határában fut a könnyebb elérhetőséget biztosító, Esküllőt Biharrósával összekötő makadámút.
A Király-erdő hegység északi peremén, a Cărmăzan-hegy (Dealu Cărmăzanului, 855 m), a Tízfalu-csúcs (Dealu Rujetu, 844 m), a Bot-hegy (Dealu Botului, 759 m) és a Bugla-csúcs (Chicera Buglei, 784 m) között húzódó, völgyekkel tagolt Tízfalusi-karsztfennsíkon (Platou Carstic Zece Hotare), a Sebes-Körösbe ömlő Méhsed (Mișid) forrásvidékén fekszik. A település központi része 700 méteres tengerszint feletti magasságban terül el. Környékén több, víznyelő töbrökben bővelkedő karsztvölgy húzódik. A Bot-hegy északi lankáin több feltáratlan barlang található, a falutól északnyugatra, Tomnatek közelében pedig a Tízfalusi-Pokol-barlang (egyéb nevein Öreg- vagy Handl Károly-barlang, románul Peștera Bătrînului) 1600 méteres hosszúságban feltárt patakos járata kereshető fel.

## Története
A hagyományosan erdőléssel, mészégetéssel és állattartással foglalkozó, Révhez tartozó településrész lakosainak száma 1910-ben 706 volt (99,5%-a románajkú). 1919-ig Magyarországhoz, Bihar vármegye Élesdi járásához tartozott, 1941 és 1944 között pedig a település déli szomszédságában húzódott a magyar–román országhatár. Népességszáma az 1940-es és 1960-as évek között a környéken folyó bauxitbányászatnak köszönhetően 1000 fő körül mozgott, az 1970-es évektől a lakosság nagy arányú csökkenése figyelhető meg. 1966-ban közigazgatásilag Vársonkolyos társközsége lett.
A bauxitbányászat megszűnésével a fő megélhetési forrás ismét az erdőgazdálkodás és az állattartás lett, emellett a falu északi határában üzemel egy magántulajdonú agyagbánya. Infrastrukturálisan és a szociális ellátást tekintve Révtízfalu nagyban függ a közeli Vársonkolyos intézményrendszerétől, két általános iskoláján kívül csupán egy közösségi ház, egy vegyesbolt és egy orvosi ügyelet található a faluban.